# Lista gmin w stanie Querétaro

Lokalizacja stanu Querétaro na mapie Meksyku

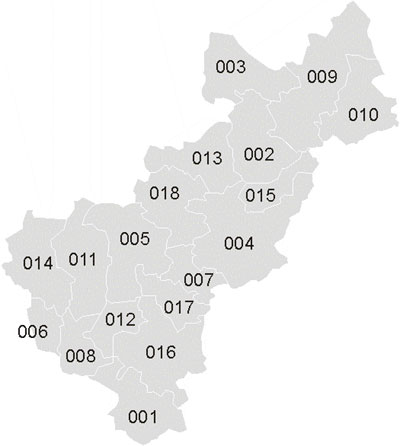
Gminy stanu Querétaro oznaczone numerami Meksykańskiego Instytutu Statystycznego

Meksykański stan Querétaro składa się z 18 gmin (hiszp. municipios).
| INEGI (kod statystyczny) | Nazwa gminy         | Siedziba władz        | Powierzchnia (km²) | Liczba ludności | Gęstość zaludnienia (osób/km²) | Wskaźnik rozwoju społecznego (2000) |
| ------------------------ | ------------------- | --------------------- | ------------------ | --------------- | ------------------------------ | ----------------------------------- |
| 001                      | Amealco de Bonfil   | Amealco               | 682,1              | 56 457          | 82,8                           | 0,6803                              |
| 002                      | Pinal de Amoles     | Pinal de Amoles       | 705,37             | 25 325          | 35,9                           | 0,6659                              |
| 003                      | Arroyo Seco         | Arroyo Seco           | 731,17             | 12 493          | 17,1                           | 0,7029                              |
| 004                      | Cadereyta de Montes | Cadereyta             | 1131               | 57 204          | 50,6                           | 0,7074                              |
| 005                      | Colón               | Colón                 | 807,15             | 51 625          | 64,0                           | 0,7036                              |
| 006                      | Corregidora         | El Pueblito           | 245,8              | 104 218         | 424,0                          | 0,8535                              |
| 007                      | Ezequiel Montes     | Ezequiel Montes       | 298,28             | 34 729          | 116,4                          | 0,7534                              |
| 008                      | Huimilpan           | Huimilpan             | 388,4              | 32 728          | 84,3                           | 0,6824                              |
| 009                      | Jalpan de Serra     | Jalpan                | 1 185,1            | 22 025          | 18,6                           | 0,7178                              |
| 010                      | Landa de Matamoros  | Landa de Matamoros    | 840,1              | 18 905          | 22,5                           | 0,6606                              |
| 011                      | El Marqués          | La Cañada             | 787,4              | 79 743          | 101,3                          | 0,7295                              |
| 012                      | Pedro Escobedo      | Pedro Escobedo        | 290,9              | 17 007          | 58,5                           | 0,7598                              |
| 013                      | Peñamiller          | Peñamiller            | 694,9              | 56 553          | 81,4                           | 0,7023                              |
| 014                      | Querétaro           | Santiago de Querétaro | 759,9              | 734 139         | 966,1                          | 0,8560                              |
| 015                      | San Joaquín         | San Joaquín           | 499                | 7634            | 15,3                           | 0,6593                              |
| 016                      | San Juan del Río    | San Juan del Río      | 799,9              | 208 462         | 260,6                          | 0,8035                              |
| 017                      | Tequisquiapan       | Tequisquiapan         | 343,6              | 54 929          | 159,9                          | 0,7827                              |
| 018                      | Tolimán             | Tolimán               | 724,7              | 23 963          | 33,1                           | 0,7096                              |